# 꼬리고사리
꼬리고사리(학명: Asplenium incisum)는 고사리목 꼬리고사리과 꼬리고사리속에 속하는 양치식물의 일종이다. 한반도에서는 전역에 자생하며, 일본·중국·대만·러시아·인도·네팔 등지에서도 자생한다.

## 갤러리

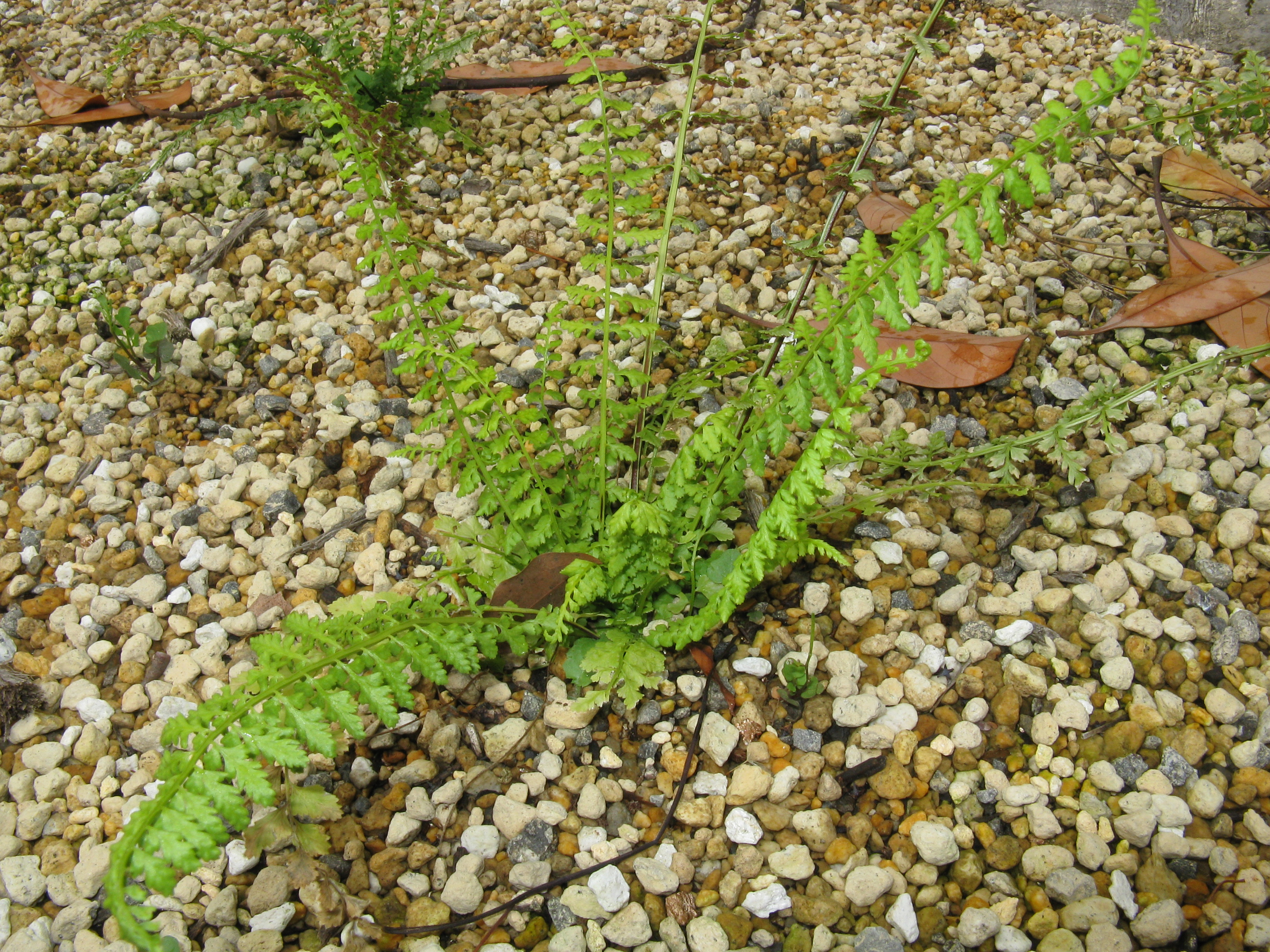